# ماریو آستوری
ماریو آستوری (انگلیسی: Mario Astorri; ۷ اوت ۱۹۲۰ – ۳ دسامبر ۱۹۸۹) بازیکن فوتبال اهل ایتالیا بود.
از باشگاه‌هایی که در آن بازی کرده‌است می‌توان به باشگاه فوتبال یوونتوس، باشگاه فوتبال ونتزیا، باشگاه فوتبال مونتسا، باشگاه فوتبال آتالانتا، باشگاه فوتبال ناپولی، و باشگاه فوتبال اسپال اشاره کرد.